# نجد عمر (القفر)

تعديل مصدري - تعديل

نجد عمر محلة تابعة لقرية الكوال، التابعة لعزلة بني مبارز بمديرية القفر إحدى مديريات محافظة إب في الجمهورية اليمنية، بلغ تعداد سكانها 122 حسب تعداد اليمن لعام 2004.